# Капаклієве
Капаклі́єве (Булгарка; до 16 травня 1964 р. — Капаклієвка (Капакліївка))  — село в Україні, у Роздільнянській міській громаді Роздільнянського району Одеської області. Населення становить 26 осіб. Відноситься до Новоукраїнського старостинського округу.
Повз Капаклієве проходить автошлях обласного значення О160506 (ст. Вигода - Роздільна).

## Історія

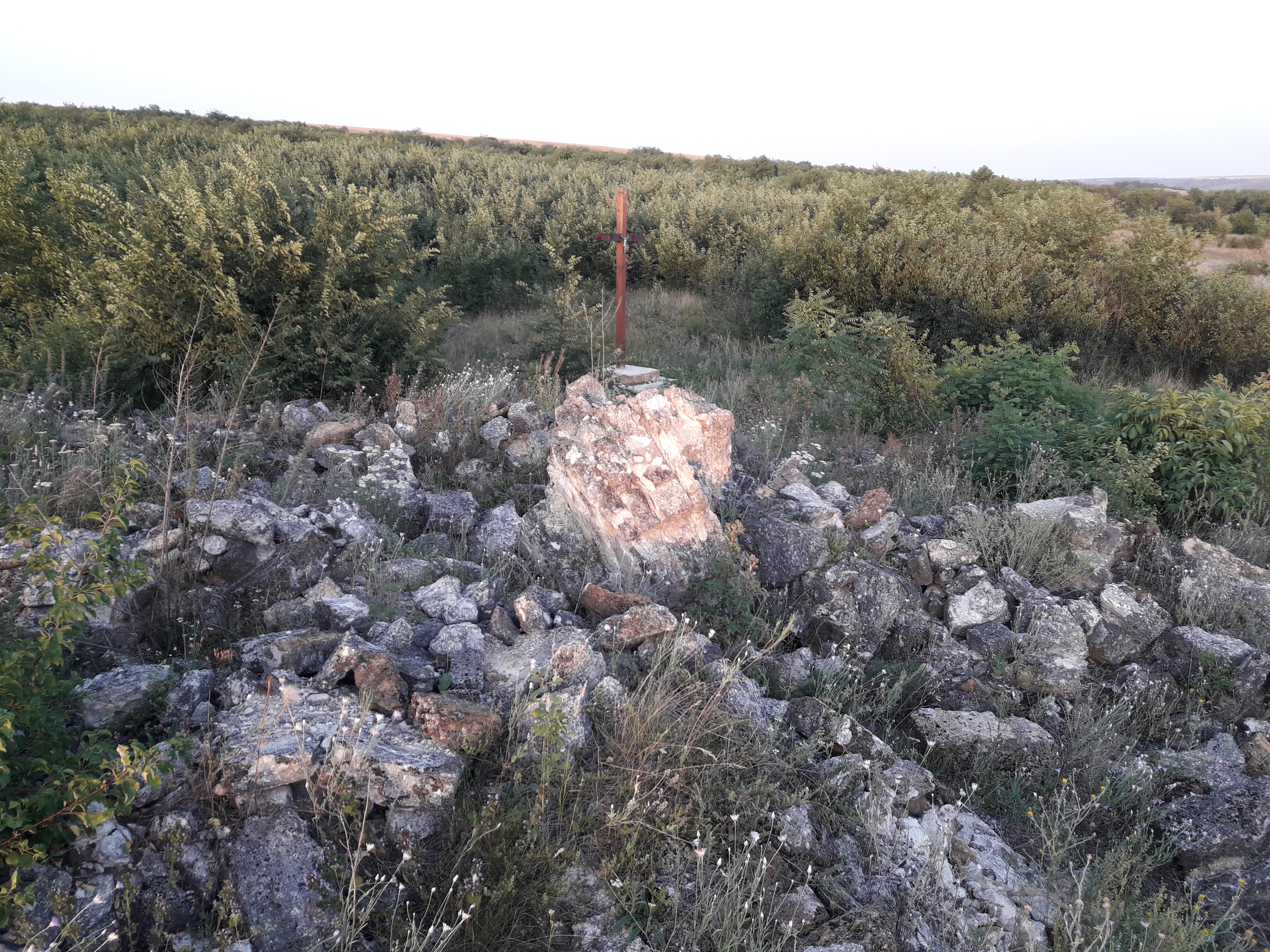
Руїни церкви Великомученика Георгія

У 1856 році на Капаклієвому хуторі приватних власників Муянових було 26 дворів.
В 1887 році в присілку Капаклієвка Більчанської волості Одеського повіту Херсонської губернії мешкало 109 чоловіків та 113 жінок.
У 1896 році в присілку Капаклієвка при балці Свиній, було 64 двори, у яких мешкало 398 людей (203 чоловіки і 195 жінок). У населеному пункті була лавка, винна лавка, корчма.
На 1916 рік в селі Капаклієвка Куртівської волості Одеського повіту Херсонської губернії, мешкало 228 людей (108 чоловіків і 120 жінок).
В селі існувала церква Великомученика Георгія, яка була знищена більшовиками. З встановленням румунської окупації у 1941 році, місцеві жителі створили церковну раду і почали відбудовувати храм. Церковним старостою був пан Георгі. Храм відновили: оновили позолоту іконостасу, зробили новий розпис стелі церкви тощо. Суттєвою була допомога від примара села — пана Зінов'єва. Храм був освячений та відновили богослужіння, які тимчасово проводив священник з села Куртівка.
Станом на 1 вересня 1946 року село входило до складу Петро-Євдокіївської сільської ради.
У результаті адміністративно-територіальної реформи село ввійшло до складу Роздільнянської міської територіальної громади та після місцевих виборів у жовтні 2020 року було підпорядковане Роздільнянській міській раді. До того село входило до складу ліквідованої Новоукраїнської сільради.

## Населення

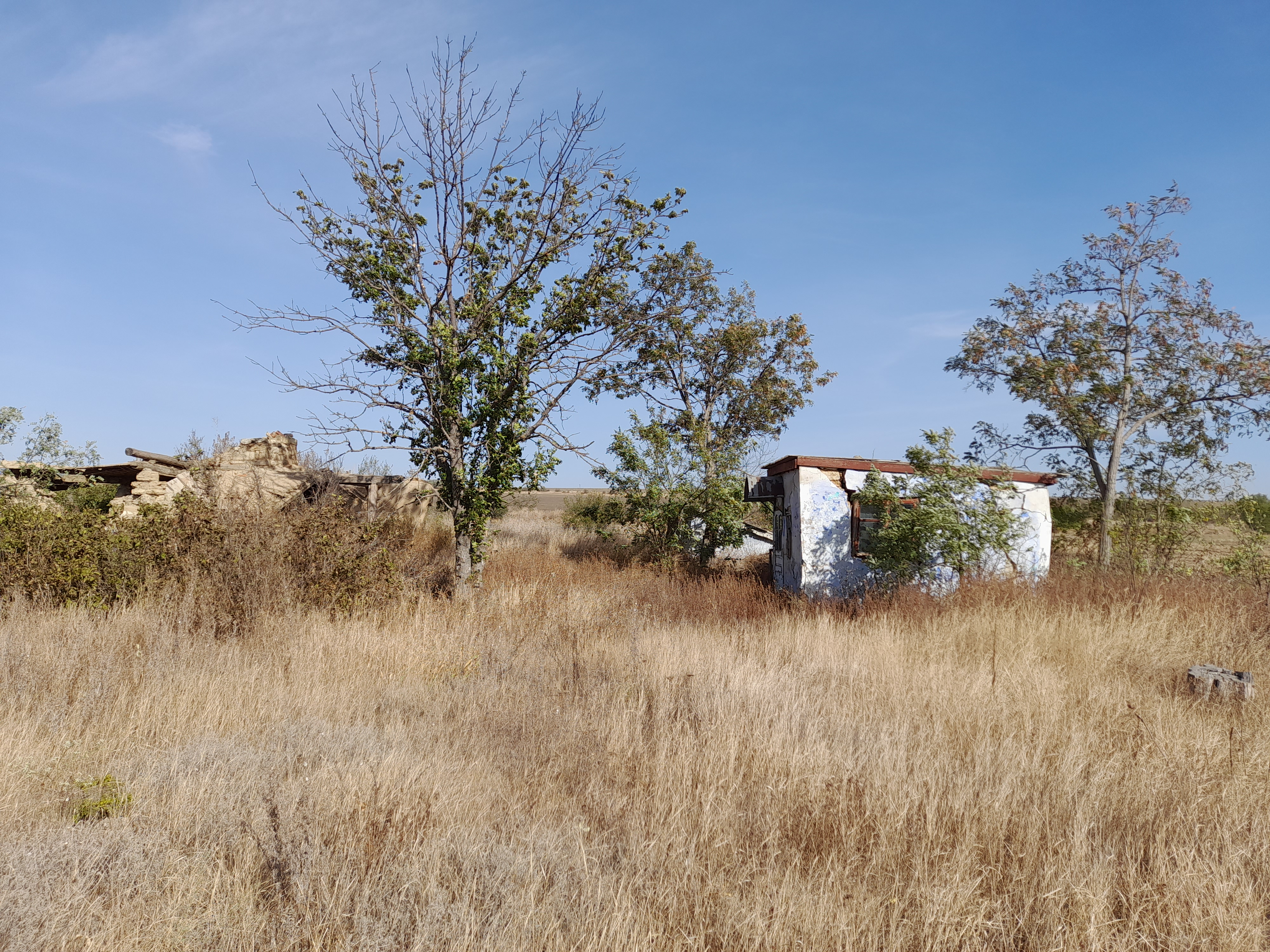
Руйнуються покинуті хати в селі

Згідно з переписом УРСР 1989 року чисельність наявного населення села становила 81 особа, з яких 38 чоловіків та 43 жінки.
За переписом населення України 2001 року в селі мешкало 46 осіб.
|                                | 2016 | 2017 | 2018 | 2019 |
| кількість дворів               | 25   | 25   | 25   | 25   |
| кількість населення            | 29   | 27   | 25   | 26   |
| в т.ч.: дітей дошкільного віку | -    | -    | -    | -    |
| дітей шкільного віку           | -    | -    | -    | -    |
| громадян пенсійного віку       | 7    | 7    | 6    | 4    |

### Мова
Розподіл населення за рідною мовою за даними перепису 2001 року:
| Мова       | Відсоток |
| ---------- | -------- |
| українська | 91,30 %  |
| російська  | 8,70 %   |

## Пам'ятки
- В селі знаходяться руїни церкви великомученика Георгія, яка була збудована у 1868 році.